# Hosingen
Hosingen (luxemburguès Housen, alemany Hosingen) és una vila i la capital de la comuna de Luxemburg de Parc Hosingen, que forma part del cantó de Clervaux i del districte de Diekirch.

## Antiga comunitat
Hosingen va ser comuna fins a la seva fusió amb els municipis de Consthum i Hoscheid l'1 de gener de 2012 per formar la nova comuna de Parc Hosingen. Comprén endemés de la vila de Hosingen, les de Bochholtz, Dorscheid, Neidhausen, Rodershausen, Untereisenbach i Wahlhausen.

## Població
| Nacionalitat   | Població | %      |
| -------------- | -------- | ------ |
| luxemburguesos | 1.212    | 82,06% |
| Forasters      | 265      | 17,94% |
| - portuguesos  | 104      | 7,04%  |
| - francesos    | 15       | 1,02%  |
| - italians     | 2        | 0,14%  |
| - belgues      | 36       | 2,44%  |
| - alemanys     | 31       | 2,10%  |
| - iugoslaus    | 33       | 2,23%  |
| - altres       | 44       | 2,98%  |

## Evolució demogràfica
| Any        | Població |
| ---------- | -------- |
| 15/02/2001 | 1.477    |
| 01/01/2002 | 1.512    |
| 01/01/2003 | 1.545    |
| 01/01/2004 | 1.621    |
| 01/01/2005 | 1.628    |